# Glücksspielmonopol
Das Glücksspielmonopol bezeichnet im allgemeinen Sprachgebrauch die staatliche Verfügungsgewalt über öffentlich zugängliche Spiele um Vermögenswerte (Glücksspiele). Dieses staatliche Monopol zur Durchführung von Lotterien, Wetten, Sportwetten und über Spielbanken wird zumeist mit der staatlichen Verantwortung für die Bekämpfung der Wett- und Glücksspielsucht sowie für die Eindämmung von kriminellen Begleiterscheinungen begründet.

## Deutschland
In der Bundesrepublik Deutschland ist der Begriff des Monopols für das Glücksspiel aus verfassungsrechtlicher Sicht irreführend, da die Gesetzgebungskompetenz im Glücksspielrecht durch die Länder ausgeübt wird und föderalistisch vielfältige Regelungen bestehen.
Das Bundesverfassungsgericht spezifizierte das staatliche Glücksspielmonopol in seiner Entscheidung vom 28. März 2006. Demnach stellt ein staatliches Monopol für Sportwetten einen Eingriff in das Grundrecht der Berufsfreiheit privater Wettanbieter dar und ist nur durch eine konsequente und glaubhafte Erfüllung der staatlichen Suchtprävention zu rechtfertigen. Kritisch sieht das Bundesverfassungsgericht deshalb den Ausschluss privater Anbieter von Wett- und Glücksspielen durch den Staat bei gleichzeitiger Bewerbung von Sportwetten beispielsweise durch den staatlich lizenzierten Anbieter ODDSET.
Entsprechend den Vorgaben des Bundesverfassungsgerichts haben die Bundesländer inzwischen einen Staatsvertrag zum Glücksspielwesen in Deutschland (Glücksspielstaatsvertrag – GlüStV) geschlossen. Dieser ist am 1. Januar 2008 in Kraft getreten. Am 14. Oktober 2008 hat sich das Bundesverfassungsgericht erstmals mit den neuen Regelungen des GlüStV befasst. Nach Auffassung des Gerichts sind die Vorschriften des GlüStV und insbesondere das Verbot der Veranstaltung und Vermittlung öffentlicher Glücksspiele im Internet (§ 4 Abs. 4 GlüStV) sowie die hierzu getroffene Übergangsbestimmung für das Jahr 2008 (§ 25 Abs. 6 GlüStV) zumutbar und damit verfassungsrechtlich nicht zu beanstanden.
Im Internet herrscht eine glücksspielrechtliche Grauzone. Zwar kann Glücksspiel in Deutschland unerlaubt sein, wenn ihm die staatliche Konzession fehle und auch die Teilnehmer strafbar machen. Jedoch findet so gut wie keine Strafverfolgung bei im Ausland ansässigen Internet-Glücksspielen statt. Bei Sportwetten erklärt sich das durch zwei per Gerichtsurteil gestoppten Vergabeverfahren für Sportwett-Lizenzen und ein Urteil des Oberverwaltungsgerichtes für das Land Nordrhein-Westfalen, nachdem einem privaten Anbieter von Sportwetten das Fehlen einer Lizenz aufgrund des gescheiterten Lizenzverfahrens nicht entgegengehalten werden könne. Mit dem am 1. Januar 2020 in Kraft getretenen Dritten Glücksspieländerungsstaatsvertrag (3. GlüÄndStV) wurde klargestellt, dass die Vermittlung von Sportwetten im Internet zulässig ist. Mit dem Glücksspielstaatsvertrag 2021 werden ab Juli 2021 weitere Online-Glücksspiele wie das virtuelle Automatenspiel oder Online-Casino-Spiele zugelassen.

### Erster Glücksspieländerungsstaatsvertrag (GlüÄndStV)
Mit dem Inkrafttreten des 1. GlüÄndStV am 1. Juli 2012 wurde ein weiterer Schritt in Richtung Liberalisierung getätigt. Der Vertrag soll bis zum 30. Juni 2021 gültig sein, kann jedoch verlängert werden (§35 Abs. 2 Erster GlüAndStV).
Die Länder geben durch den neuen Vertrag ihr Monopol teilweise auf, haben jedoch in Form von Konzessionsvergaben an private Anbieter noch einen erheblichen Einfluss auf den Glücksspielmarkt. Durch eine Experimentierklausel in §10a Erster GlüÄndStV werden zum ersten Mal private Anbieter von Sportwetten auf dem Markt zugelassen. Die Anzahl der zu vergebenden Konzessionen ist auf 20 Anbieter begrenzt. Das erweiterte Angebot an Anbietern soll dazu dienen, illegale Spieler in ein geordnetes und kontrolliertes Wettsystem zurückführen und somit auch dem Schwarzmarkt entgegenwirken.
Für eine weitere Liberalisierung spricht die nahezu vollständige Aufhebung der vorgeschriebenen Richtlinien für den Inhalt der Werbung. Mit dem Ersten GlüAndStV ist es nicht mehr verboten, in der Werbung zum Glücksspiel zu motivieren. Im Vergleich dazu durfte nach GlüStV die Werbung nur informieren und nicht zur Teilnahme auffordern. Auch hier erhofft sich der Staat den Schwarzmarkt zu reduzieren.

### Dritter Glücksspieländerungsstaatsvertrag
Nach der gescheiterten Ratifizierung des 2. GlüÄndStV wurden die Verhandlungen für eine Neuregulierung des Glücksspielsektors erneut aufgenommen. Wegen des Zeitdruckes aufgrund des bevorstehenden Auslaufens der sogenannten "Experimentierklausel" für Sportwetten am 30. Juni 2019 und der bestehenden politischen Differenzen einigten sich die Bundesländer im März 2019 zunächst auf den Dritten Glücksspieländerungsstaatsvertrag (3. GlüÄndStV) als Übergangslösung bis Ende Juni 2021. Dieser klammerte das Streitthema Online-Casino aus und entfristete lediglich die Experimentierklausel für die Gültigkeit des Staatsvertrages bis zum 30. Juni 2021 und hob zeitgleich die vorgesehene Obergrenze von 20 Sportwett-Konzessionen auf. Damit reagierten die Länder auch auf den zentralen Kritikpunkt am gescheiterten Lizenzverfahren. Das Land Hessen wurde erneut beauftragt, ein Verfahren zur Vergabe von nationalen Sportwettlizenzen durchzuführen. Ziel war ein rechtssicher regulierter Sportwettenmarkt mit lizenzierten Anbietern in Deutschland ab Januar 2020. Gleichzeitig wurde mit der Verständigung auf den 3. GlüÄndStV die Vergabe von Online-Casino-Lizenzen in Schleswig-Holstein durch die anderen Bundesländer anerkannt.
Während die Ratifizierung in den Ländern problemfrei erfolgte und der 3. GlüÄndStV entsprechend am 1. Januar 2020 in Kraft trat, wurde kurz vor der Vergabe der ersten Sportwett-Konzessionen in Deutschland im Mai 2020 das vom Regierungspräsidium Darmstadt durchgeführte Verfahren nach einer Klage des österreichischen Anbieters "Vierklee Wettbüro" durch das Verwaltungsgericht Darmstadt gestoppt. Das Gericht kritisierte dabei mangelnde Transparenz und ein nicht diskriminierungsfreies Vergabeverfahren. Nachdem der Hessische Verwaltungsgerichtshof die Klage für wirkungslos erklärt hatte, begann das Regierungspräsidium Darmstadt im Oktober 2020 mit der Vergabe von Sportwett-Konzessionen.

### Ökonomische Regulierungstheorie
(Quelle:)

#### Negative externe Effekte
Bei negativen externen Effekten handelt es sich um Situationen, bei denen Individuen von den Handlungen Dritter Schaden nehmen, ohne dass sie dafür kompensiert werden. Im Fall von Glücksspielen können die Familien von Spielsüchtigen negativ beeinflusst werden oder auch die illegale Beschaffung von Geld, um die Spielsucht zu finanzieren. Auch durch die Verletzung der sportlichen Integrität des Profifußballs, z. B. durch Spielmanipulation, entstehen negative externe Effekte.

#### Asymmetrische Informationsverteilung
Eine asymmetrische Informationsverteilung liegt vor, wenn Anbieter und Nachfrager über unterschiedliche Informationen über das Produkt haben. Beim Glücksspiel kann das zu Betrug führen und die eine Marktseite benachteiligen.
Bei Wetten zu festen Odds findet der Betrugsversuch nicht im Wettgeschehen, sondern vielmehr im sportlichen Spielgeschehen durch Dritte statt (Bsp.: Manipulation bei Fußballspielen). Durch die Wettquoten der vielen Anbieter herrscht im Wettgeschehen Transparenz. Hingegen kann bei Lotterien von Seiten der Anbieter geschummelt werden, zum Beispiel bei der Auslosung.

#### Demeritorisches Gut
Glücksspiel ist ein demeritorisches Gut, das bedeutet die private Nachfrage übersteigt die erwünschte gesellschaftliche Nachfrage. Der Staat geht davon aus, dass der Bürger auf Grund von unvollkommenen Informationen, Irrationalität, falschen Zeitpräferenzraten oder externen Effekten im Konsum verzerrte Präferenzen besitzt. In diesem Fall greift der Staat ein, um den Bürger vor sich selbst zu schützen. Der Bürger kann eventuell das Ausmaß einer Spielsucht nicht richtig einschätzen und der Staat übernimmt diese Aufgabe. Das wird auch durch das staatliche Ziel der Suchtprävention, welches Grund für das Monopol ist, erkennbar.

### Alternative Lösungsansätze zum Monopol
Bei externen Effekten muss zunächst geprüft werden, ob die Folgekosten überhaupt von so großer Bedeutung sind, dass eingegriffen werden muss. Im Falle einer Regulierung, könnte der Staat auf Nutzungslizenzen zurückgreifen und mit Hilfe von Ge- und Verboten den Markt regulieren. Durch die Lizenzvergabe können seriöse von unseriösen Anbietern unterschieden werden. Als Beispiel könnten Einzelwetten verboten werden, so dass nur noch auf mehrere Spiele gewettet werden kann, um somit den Manipulationsaufwand zu erhöhen. Treten dennoch externe Effekte auf, werden diese über den Verkaufspreis der Lizenzen internalisiert.
Im Falle von asymmetrischen Informationen gibt es auch Alternativen zum staatlichen Monopol. Durch Signaling können Anbieter den Kunden anzeigen, dass sie ein seriöser Wettanbieter sind. Ein Signaling könnte ein Qualitätssiegel, wie es die TÜV-Zertifizierung ist, sein. Aber auch strenge Kontrollmechanismen und eine höhere mediale Aufklärung können die Ungleichverteilung von Informationen verringern.
Für demeritorische Güter können höhere Steuern oder Mengenbeschränkungen in Form von Lizenzen für Nachfrager als Regulierungsinstrument dienen. Die Lizenzen erlauben eine bestimmte Anzahl an Spielen in einem festgelegten Zeitraum.

### Kritik
Nicht unerheblich sind zunächst die Steuereinnahmen, die der Staat aufgrund des Monopols erzielt. Nach §10 Abs. 5 Erster GlüÄndStV muss sichergestellt werden, dass ein erheblicher Teil der Einnahmen zur Förderung öffentlicher oder gemeinnütziger, kirchlicher oder mildtätiger Zwecke verwendet wird. Fallen die Einnahmen aus dem Glücksspiel weg, müssen öffentliche Ausgaben aus den Haushalten der Länder finanziert, gekürzt oder sogar gestrichen werden. Deshalb sind die Steuereinnahmen aus dem Glücksspielmonopol wichtig und tragen nicht zu einer Reduzierung des Glücksspieles bei.
Das Lotto-Monopol wurde zwar 2012 gekippt, jedoch steht der Staat bei seiner Vorgehensweise in der Kritik. Dem Staat wird das Ausnutzen der doppelten Abhängigkeit der privaten Anbieter vorgeworfen. Da der Staat auf der einen Seite Lizenzen an private Anbieter verteilt und sie somit kontrolliert und auf der anderen Seite im Wettbewerb zu diesen Anbietern steht. Das führt zu einer Benachteiligung der privaten Anbieter, da diese länger auf eine Erlaubnis warten müssen als staatliche Anbieter.
Sind private deutsche Anbieter nicht mehr wettbewerbsfähig, aufgrund strenger staatlicher Anforderungen oder der Kürzung der Vermittlerprovision, könnten sie von Anbietern aus dem Ausland übernommen werden. Diese ausländischen Unternehmen benötigen keine Lizenzen und ahmen das „richtige“ Lotto nur nach, dabei gibt es keine Auszahlungsgarantie, keine Suchtprävention und auch keine Abgaben an den Fiskus. Der Staat verliert die Kontrolle über das Lotto-Glücksspiel.
Europarechtlich ist ein Glücksspielmonopol zwar umstritten, jedoch hat der Europäische Gerichtshof bereits 2003 in seinem Gambelli-Urteil Kriterien aufgestellt, die ein staatliches Glücksspielmonopol rechtfertigen können. Mit seiner Entscheidung vom 8. September 2010 hat der Europäische Gerichtshof das Glücksspielmonopol mit dem Unionsrecht für unvereinbar erklärt, weil das Ziel der Bekämpfung der mit Glücksspielen verbundenen Gefahren damit nicht in kohärenter und systematischer Weise verfolgt werde. Dies sei insbesondere an den intensiven Werbekampagnen der staatlichen Glücksspielbetreiber zu erkennen, aber auch daran, dass Kasinos und Automatenspiele im Unterschied zu Spielen, die dem Monopol unterfielen, trotz der hohen Suchtgefahren geduldet würden. Öffentliche Spielbanken werden nicht nur geduldet, sondern sie werden auch, was bei privaten Spielhallen strengstens verboten ist, attraktiv gestaltet. Alkohol und Rauchen ist erlaubt und es gibt keine Obergrenzen für Einsatz, Gewinn oder Verlust.
Beides sei mit dem Schutzgedanken, der die Begründung des staatlichen Monopols bildet, nicht vereinbar. Das wirtschaftswissenschaftliche Gutachten des Forschungsinstituts für Glücksspiel und Wetten zu den volkswirtschaftlichen Kosten der Monopolisierung von Sportwetten kommt zum Schluss, dass ein Fortbestand des Monopols für den Sportbereich weder durch rechtlich noch durch wirtschaftlich tragfähige Argumente unterstützt werde. Auch geht Johannes Kreile aufgrund der jüngsten Urteile von einer zukünftigen Liberalisierung des Marktes für Glücksspiele aus. Laut Kreile seien jetzt bereits 96 % des Sportwettenmarktes unreguliert.

## Österreich
Auch das österreichische Glücksspielmonopol wurde vom EuGH für europarechtswidrig befunden. Das Betreiben von Spielbanken ist nach österreichischem Recht nur dem Staat erlaubt. Es wurde nur eine Konzession an eine österreichische Aktiengesellschaft vergeben. Ein deutscher Staatsbürger war wegen des Betreibens zweier Spielbanken in Österreich strafrechtlich verurteilt worden. Der Europäische Gerichtshof entschied, dass die Beschränkung der Konzession auf inländische Betreiber zur Verhinderung von Straftaten unverhältnismäßig sei. Außerdem liege eine Verletzung der Niederlassungsfreiheit und der Dienstleistungsfreiheit vor, weil die Vergabe der Konzession nicht ausgeschrieben worden war.

## Schweiz
In der Schweiz unterstehen Glücksspiele (Spielbanken und Lotterien) dem staatlichen Monopol des Bundes. Sofern es sich um Geschicklichkeitsspielautomaten handelt sind die Kantone zuständig (Art. 106 Schweizer Bundesverfassung).